# Michael Dröscher

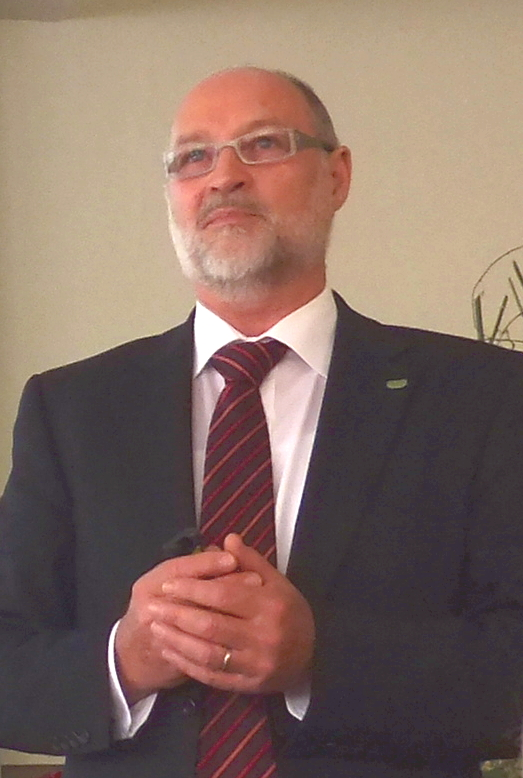
Michael Dröscher bei einem Vortrag am Institut Dr. Flad in Stuttgart 2011

Michael Dröscher (* 7. Oktober 1949 in Kirn) ist ein deutscher Chemiker und Hochschullehrer.

## Ausbildung und wissenschaftlicher Werdegang
Michael Dröscher, ein Sohn von Lydia und Wilhelm Dröscher, studierte Chemie von 1968 bis 1973 an der Universität Mainz und promovierte 1975 in der Physikalischen Chemie bei Gerhard Wegner. 1975 wurde er Wissenschaftlicher Assistent am Institut für Makromolekulare Chemie in Freiburg.
Nach einem zwischenzeitlichen Postdoc-Jahr bei IBM in San José habilitierte er sich u. a. über segmentierte Polyetherester 1981 für das Fach Makromolekulare Chemie an der Universität Freiburg und wurde zum Privatdozenten ernannt. Seit 1988 ist er außerplanmäßiger Professor an der Universität Münster.

## Beruflicher Werdegang
1982 begann er bei der früheren Hüls AG in Marl, wo er zunächst als Laborchemiker arbeitete und ab 1986 als Abteilungsleiter Technische Kunststoffe entwickelte. Von 1990 bis 1992 leitete er das Technikum in Werk Herne, um dann die Abteilung Kunststoffe und Umwelt zu übernehmen. Ende 1997 übernahm er die Geschäftsführung des neu gegründeten Hüls-Tochterunternehmens CREAVIS Gesellschaft für Technologie & Innovation mbH, ab April 2002 als Senior Vice President die Leitung des Konzernbereiches Innovationsmanagement im Corporate Center der Degussa AG. Seit 2007 ist die Degussa in der Chemiesparte im Konzern Evonik aufgegangen. Von Anfang 2008 bis April 2009 verantwortete er den Bereich Innovation Management Chemicals der Evonik Degussa GmbH. Bis zu seinem Ruhestand im November 2011 war er Senior Advisor Innovation Management Chemicals. Von Juni 2009 bis Juli 2020 war er Manager des Clusters CHEMIE.NRW.

## Sonstiges
In den Jahren 2005 und 2006 war er Vorsitzender der Deutschen Bunsen-Gesellschaft für Physikalische Chemie; 2010 und 2011 war er Präsident der Gesellschaft Deutscher Chemiker. 2012 war er Vizepräsident der Gesellschaft.
Seit 2010 leitet er die nach seinem Vater benannten Wilhelm-Dröscher-Stiftung.
Seit 1. Januar 2015 ist er Generalsekretär und seit 1. Januar 2017 Schatzmeister der Gesellschaft Deutscher Naturforscher und Ärzte (GDNÄ). Er ist ferner Mitglied im Kuratorium des MPI-P in Mainz, des LIKAT in Rostock und Vorsitzender des Verwaltungsrates des MPI-Kofo in Mülheim.
Seit 2018 ist er Vorsitzender von ChemSite e.V., hervorgegangen aus der 1997 gestarteten öffentlich-privaten Partnerschaft ChemSite Initiative.
Michael Dröscher ist verheiratet und hat zwei erwachsene Kinder.